# 马三奇 (地名)
马三奇，另译马三旗、马三成，又称营盘 ，是哈萨克斯坦江布尔州科爾代區下辖的一个村。该村为东干人的聚居地。该村原名卡拉库努孜（Karakunuz，意为“黑甲虫”），1965年改为现名，村名取自东干族革命家马三奇之名。在哈萨克斯坦东干协会（俄语：Ассоциации дунган Казахстана）的协助下，村里落成了一座白彦虎纪念碑。